# 絵画モデル

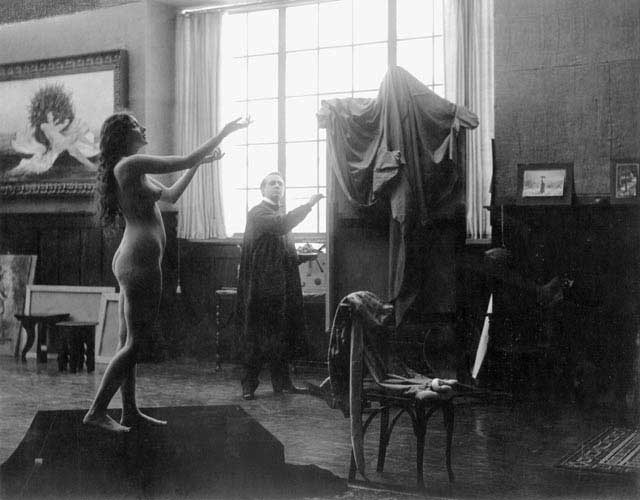
絵画モデル

絵画モデル（かいがモデル）は、絵画のモデルの総称。美術モデルの一種。

## 概要
絵画モデルは、絵画を描く人のために、モデルとしてポーズをとる人のこと。仕事としては、描き手の指定したポーズを一定時間とることである。
描き手が描くのはクロッキー、デッサン、水彩画、油彩画などさまざまである（だが、モデルは自分がポーズをとることでどんな絵画が描かれているかについては見えない。描かれている絵は、基本的にモデルの視点からは見えない）。
近年日本における、モデルの基本的な業務時間は、一般的には、1単位＝（20分ポーズ＋10分休憩）×6回だが、依頼主やアトリエ・モデルの環境によって約3時間の範囲内で前後する。
現代日本の絵画モデルの仕事の多くは裸婦モデル（ヌードモデル）ではあるが、着衣モデルも一部にある。
着衣モデルというのは衣服を着てするモデルの仕事であり、たとえば民族衣装、バレリーナの衣装、フラメンコの衣装などの舞踊衣装、職業服、ドレス等や、その他の特殊な衣装や平服（カジュアルな服）などを着てポーズをとる。なお着る服が民族衣装・バレエ・ダンス着などの場合は自前のものを着用することも多い。
報酬は、勤務地や勤務内容（ヌードか着衣か、着衣の場合はどんな衣装を着用か）などによっても異なってくるが、一般的な相場がある（美術モデルの記事で説明する）。美術モデルを斡旋する事務所等に所属しているプロのモデルの場合は、各々の事務所規定にもよる。
絵画モデルは「芸術的創作活動に協力するモデル」であり、商業主義の芸能関係のモデルやファッション関係のモデルとは異なる職業である。仕事場の雰囲気も異なるし、歩む道も異なる。